# Hannelore Anke
Hannelore Anke (Bad Schlema, 8 dicembre 1957) è un'ex nuotatrice tedesca.

## Biografia
Partecipò alle varie competizioni in rappresentanza della Repubblica Democratica Tedesca. Ai Giochi della XXI Olimpiade vinse una medaglia d'oro ai 100m rana con il tempo di 1:11.16, mentre mancò il podio arrivando quarta ai 200m rana. Nella stessa manifestazione vinse un altro oro ai 4x100m misti in compagnia di Ulrike Richter, Andrea Pollack e Kornelia Ender con un tempo di 4:07.95. Solo in seguito si scoprì, grazie alla confessione del loro allenatore, Rolf Glaeser, che la squadra aveva preso delle sostanze proibite per migliorare le prestazioni.
Ai campionati mondiali di nuoto 1973 ottenne una medaglia d'argento ai 200m rana con 2:40.49, meglio di lei la connazionale Renate Vogel.
Ai campionati mondiali di nuoto 1975 vinse:
- I 100m rana con 1:12.72
- I 200m rana con 2:37.25
- I 4x100m misti.

## Riconoscimenti
- International Swimming Hall of Fame, ma in seguito si scoprì un caso di doping sul suo conto.[2]